# 京都市立小川小学校
京都市立小川小学校（きょうとしりつ おがわしょうがっこう）は、京都市上京区にあった公立小学校。明治2年（1869年）に京都で設立された64の番組小学校の一つとして開校し、平成7年（1995年）に、京都市立中立小学校と共に、京都市立小川中立小学校（現在の京都市立新町小学校）に統合され、閉校した。

## 概要
学校名の由来は、学区の中央を南北に流れていた小川（おがわ、かつては「こかわ」と呼ばれた。）にちなむ。

## 沿革
- 1869年（明治2年） - 上京第十二番組小学校として開校[4][5]（開校日:10月1日[1]）
  - その後、校名を両川に改称。
- 明治6年4月 - 校名を小川に改称[5]
- 1887年（明治10年）1月 - 校地を小川通元誓願寺上る針屋町に移転。
- 1897年（明治20年）6月 - 小川尋常小学校に改称[2]
- 1941年（昭和16年）4月 - 京都市小川国民学校に改称[2]
- 1947年（昭和22年）4月 - 京都市立小川小学校に改称[2]
- 1948年（昭和23年）4月 - 通学区域変更（室町学区の今出川通以南各町は小川小学校に通学）[2]
- 1952年（昭和27年）11月 - 日本一健康優良校表彰[2][3]
- 1995年（平成7年）- 小川中立小学校に統合され、閉校[5]
- 1997年（平成9年）- 小川中立小学校から新町小学校が開校
- 2002年（平成14年） - 元小川小学校校地に小川特別養護老人ホームが設立

## 小川学区
小川学区（おがわがっく）は、京都市の学区（元学区）のひとつ。京都市上京区に位置する。明治初期に成立した地域区分である「番組」に起源を持ち、学区名の由来ともなるかつての小川小学校の通学区域であり、今でも地域自治の単位となる地域区分である。
明治2年（1869年）の第二次町組改正により成立した上京第12番組に由来し、同年には、区域内に上京第12番組小学校（のちに両川を経て、小川に校名を改称）が創立した。明治5年（1872年）には上京第9区、明治12年（1879年）には区が組となり上京第9組となった。学区制度により明治25年（1892年）には上京第8学区となった。
昭和4年（1929年）に、学区名が小学校名により改称され、上京第8学区から小川学区となった。昭和17年（1942年）に京都市における学区制度は廃止されるが、現在も地域の名称、地域自治の単位として用いられている。
昭和23年（1948年）4月10日に室町小学校の通学区域の一部（烏丸通以西の、今出川通から一条通までの範囲
）が小川小学校の通学区域に変更された。当該区域は、平成20年（2008年）4月1日に室町学区から小川学区に編入された。

### 人口・世帯数
京都市内では、おおむね元学区を単位として国勢統計区が設定されており、小川学区の区域に設定されている国勢統計区（上京区第2国勢統計区）における令和2年（2020年）10月の人口・世帯数は6,042人、3,512世帯である。

### 地理
上京区の中央部に位置する学区であり、北側は室町学区、西側は西陣学区と桃薗学区、南側は中立学区、東側の一部は京都御苑に接する。区域は、東は北半は新町通、南半は烏丸通、西は堀川通、北は上立売通のやや北側、南は一条通で限られ、面積は0.319平方キロメートルである。

### 小川学区内の通り

#### 東西の通り
- 上立売通
- 今出川通
- 元誓願寺通
- 武者小路通
- 一条通

#### 南北の通り
- 新町通
- 西洞院通
- 小川通
- 油小路通
- 堀川通

### 小川学区の町名
- 近衛殿表町
- 元本満寺町
- 常盤井図子町
- 大峰図子町
- 上小川町
- 近衛殿北口町
- 実相院町
- 中小川町
- 針屋町
- 靱屋町
- 革堂仲之町
- 革堂町
- 東今町
- 頭町
- 戒光寺町
- 革堂西町
- 元百万遍町
- 西今町
- 村雲町
- 竪富田町
- 西大路町
- 御三軒町
- 水落町
- 堀之上町
- 弁財天町
- 北兼康町
- 南兼康町
- 飛鳥井町
- 元図子町
- 東町
- 仲之町
- 西町
- 西武者小路町
- 一条横町
- 西川端町

#### 室町学区から移った町
以下の11町は、もと上京第13番組（上京第10組）に属し、平成20年（2008年）4月に（通学区域としては昭和23年（1948年）4月に）、室町学区から小川学区となった。
- 堀出シ町
- 徳大寺殿町
- 今図子町
- 北小路室町
- 梅屋町
- 武者小路町
- 一条殿町
- 一松町
- 福長町
- 小島町
- 観三橘町

## 周辺

### 小川学区内の主な施設
- 同志社大学新町キャンパス
- 上京区総合庁舎
- 武者小路千家官休庵

## 関連文献
- 『京都市の地名』平凡社〈日本歴史地名大系27〉、1979年。ISBN 4-582-49027-1。
- 碓井小三郎「上京第十二学区之部」『京都坊目誌 上京之部 乾 上巻之六-十一』1915年、232-380頁。doi:10.11501/1210439。
- 「上京区小川学区」『京都市学区大観』京都市学区調査会、1937年。doi:10.11501/1440637。